# Hosejnabad (Mahmudabad)
Hosejnabad – wieś w zachodnim Iranie, w ostanie Azerbejdżan Zachodni, w szahrestanie Szahin Deż. W 2006 roku liczyła 520 mieszkańców.